# Montaldo Torinese
 Montaldo Torinese  (piemonti nyelven Montàud) egy olasz község  Piemont régióban, Torino megyében.

## Elhelyezkedése

Montaldo Torinese község Torino megye térképén

A vele határos települések: Andezeno, Chieri, Gassino Torinese, Marentino, Pavarolo és Sciolze. 
.